# Dvorac Conwy
 Dvorac Conwy (velški: Castell Conwy) je srednjovjekovna utvrda u Conwyju, na sjevernoj obali Walesa. Nalazi se pod zaštitom UNESCO-a u skupini s još tri dvorca i gradskih zidina kralja Edvarda u Gwyneddu. To su iznimni primjerci vojne arhitekture iz 13. st., pa su 1986. god. upisani na UNESCO-ov popis mjesta svjetske baštine u Europi.
Izgrađen je za Edvarda I., tijekom njegovoga osvajanja Walesa, između 1283. i 1289. Izgrađen je kao dio šireg projekta, kako bi nastao utvrđeni grad Conwy. Kombinirana obrana koštala je oko 15.000 britanskih funti, ogroman iznos za to razdoblje. Tijekom sljedećih nekoliko stoljeća, dvorac je igrao važnu ulogu u nekoliko ratova. Izdržao je opsadu, koju je poduzeo Madog ap Llywelyn u zimi 1294.-'95., djelovao je kao privremeno utočište za Rikarda II. 1399., a nekoliko mjeseci bio je u posjedu snaga lojalnih Owainu Glyndŵru 1401.
Nakon izbijanja engleskog građanskog rata 1642., dvorac je bio u posjedu snaga lojalnih Karlu I., do 1646., kada je predan vojsci odanoj Parlamentu. Dvorac je djelomično izgubio svoju funkciju, kako bi se spriječilo da se koristi u bilo kakve daljnje pobune, te je na kraju uništen 1665.
Dvorac Conwy postao je atraktivna destinacija za slikare krajem 18. i početkom 19. stoljeća. Broj posjetitelja rastao je i početni restauratorski radovi provedeni su u drugoj polovici 19. stoljeća. 
UNESCO smatra Conwy jednim od "najboljih primjera kasnog 13. stoljeća i vojne arhitekture u Europi s početkom 14. stoljeća", pa je svrstan u svjetsku baštinu.